# David Carlsson
David "Tulle" Carlsson, född 7 mars 1983 i Stockholm, är en svensk fotbollsspelare som spelar som anfallare för Gamlakarleby Bollklubb. Han har även spelat för bland annat FF Jaro i Tipsligan.

## Karriär
Mellan åren 2003 och 2008 spelade Carlsson i Finland för IFK Mariehamn och HJK Helsingfors. Allt som allt blev det 125 matcher för åländska IFK Mariehamn samt sju för HJK. Under sin första säsong i finländska högsta ligan år 2005 nätade Carlsson 14 gånger och slutade på andraplats i skytteligan. Allt som allt gjorde han 54 mål för IFK Mariehamn och ett för HJK.
17 november 2008 blev det klart att Carlsson återvänder till sitt hemland och sin före detta klubb IF Brommapojkarna som tog steget tillbaka till Allsvenskan. I Fotbollsallsvenskan 2009 blev det bara två inhopp, och han lånades ut till Västerås SK i Division 1 under hösten. I början av 2010 spelade Carlsson för Gröndals IK tills han i juli anslöt till IK Brage.
Säsongen 2011 spelade Carlsson för Vasastan BK i Division 5 mellersta. Säsongen blev lyckad med 13 mål på 16 matcher, och han lämnade klubben för spel i division 3 med Assyriska Botkyrka FF säsongen 2012.
Carlsson återvände till Finland säsongen 2013 för spel i Gamlakarleby Bollklubb i Tvåan. I december 2013 skrev han kontrakt med FF Jaro för säsongen 2014 med en option för säsongen 2015. Inför säsongen 2016 återvände han till Gamlakarleby Bollklubb.